# Mike Swain

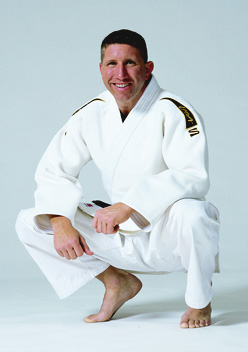
Mike Swain (2012)

Michael „Mike“ Lee Swain (* 21. Dezember 1960 in Elizabeth, New Jersey) ist ein ehemaliger amerikanischer Judoka. 1987 war er der erste Judo-Weltmeister aus den Vereinigten Staaten.

## Leben
Der 1,75 m große Swain begann seine Karriere im Halbleichtgewicht. In dieser Gewichtsklasse gewann er 1978 die Silbermedaille bei den Panamerikanischen Meisterschaften. 1980 gehörte er zu dem Olympiaaufgebot, das wegen des Olympiaboykotts nicht an den Olympischen Spielen in Moskau teilnehmen durfte.
Ab 1981 trat Swain im Leichtgewicht an, der Gewichtsklasse bis 71 Kilogramm. Bei den Panamerikanischen Spielen 1983 gewann er eine Bronzemedaille. 1984 fanden die Olympischen Spiele in Los Angeles statt, Swain gewann seine beiden ersten Kämpfe, wobei er den zweiten Kampf bereits nach vier Sekunden für sich entschied. Im dritten Kampf unterlag er dem Brasilianer Luis Onmura.
1985 gewann Swain eine Bronzemedaille bei der Universiade in Kōbe. Bei den Judo-Weltmeisterschaften 1985 in Seoul erreichte Swain mit drei Siegen das Finale, dort unterlag er dem Südkoreaner Ahn Byeong-keun. 1986 siegte Swain im Finale der Panamerikanischen Meisterschaften gegen Angelo Ruíz aus Puerto Rico. Ein Jahr später gewann Swain das Finale bei den Panamerikanischen Spielen in Indianapolis gegen Luis Onmura. Drei Monate später erreichte er mit fünf Siegen das Finale bei den Weltmeisterschaften 1987, mit dem Finalsieg über den Franzosen Marc Alexandre gewann er den Weltmeistertitel. 1988 bei den Olympischen Spielen in Seoul verlor Swain nach zwei Auftaktsiegen im Viertelfinale gegen Sven Loll aus der DDR. Nach einem Sieg in der Hoffnungsrunde über den Westdeutschen Steffen Stranz unterlag er dem Briten Kerrith Brown. Nachdem Brown später wegen Doping disqualifiziert wurde, erhielt Swain die Bronzemedaille.
Bei den Weltmeisterschaften 1989 in Belgrad erreichte Swain zum dritten Mal in Folge das Finale, diesmal unterlag er dem Japaner Toshihiko Koga. 1990 unterlag er dem Japaner Yukiharu Yoshitaka im Finale der Goodwill Games in Seattle. Zum Abschluss seiner Karriere schied Swain bei den Olympischen Spielen 1992 in Barcelona nach 21 Sekunden gegen den Nordkoreaner Pak Yong-i aus.
Nach dem Ende seiner aktiven Laufbahn betreute Swain das amerikanische Judoteam bei den Olympischen Spielen 1996 in Atlanta. Swain ist verheiratet mit der brasilianischen Judoka Tania Ishii und Schwiegersohn des Judoka Chiaki Ishii.
Bereits 1987 hatte er die Firma Swain Sports gegründet, das er zu einem großen Anbieter für Mixed-Martial-Arts-Ausstattung ausbaute. 2008 verkaufte er das Unternehmen an Dollamur, wo er im Gegenzug Vizepräsident mit Zuständigkeit für den Weltmarkt bei der MMA-Ausstattung wurde.